# Spy × Family
Spy × Family (スパイファミリー, Supaifamirī) (gestileerd als SPY × FAMILY) is een Japanse mangaserie die is geschreven en geïllustreerd door Tatsuya Endo. De serie verscheen voor het eerst op 25 maart 2019 en is uitgegeven in Japan door Shueisha.
In 2024 werd bekend dat de serie ruim 35 miljoen keer is verkocht, waarmee het een van de bestverkochte manga ooit is.
Een animeserie ging in première in april 2022 en werd onder meer uitgezonden op TV Tokyo. De tweede helft van de serie werd later dat jaar uitgezonden. Daarnaast is er ook een animefilm gemaakt, die onder de titel Spy × Family Code: White in december 2023 in première ging.

## Plot
Het verhaal draait om de spion Loid Forger, die als onderdeel van zijn missie eerst een familie moet zien op te bouwen. Forger realiseert zich niet dat zijn aangenomen dochter telepatisch is en zijn aangenomen vrouw een succesvolle huurmoordenaar is.

## Personages
| Personage       | Stemacteur       |
| --------------- | ---------------- |
| Loid Forger     | Takuya Eguchi    |
| Yor Forger      | Saori Hayami     |
| Anya Forger     | Atsumi Tanezaki  |
| Franky Franklin | Hiroyuki Yoshino |
| Sylvia Sherwood | Yuuko Kaida      |
| Damian Desmond  | Natsumi Fujiwara |
| Becky Blackbell | Emiri Katō       |
| Henry Henderson | Kazuhiro Yamaji  |
| Yuri Briar      | Kenshō Ono       |